# Juan Merchan
Juan Manuel Merchan (geb. 1962 in Bogotá, Kolumbien) ist ein US-amerikanischer Richter und ehemaliger Staatsanwalt, der aktuell als amtierender Richter des New York State Supreme Court im New York County (Manhattan) tätig ist. Er ist der Richter in dem Strafprozess The People of the State of New York v. Donald J. Trump gegen den designierten US-Präsidenten Donald Trump.

## Herkunft und Bildung
Juan Merchan wurde in Bogotá, Kolumbien, geboren. Er ist das jüngste von sechs Kindern eines Militäroffiziers aus Kolumbien und war im Alter von 6 Jahren nach New York City ausgewandert, wo er in der Nachbarschaft von Jackson Heights (Queens) aufwuchs. Er studierte Gewerbe am Baruch College in Manhattan, wo er 1990 seinen Abschluss machte und 1994 seinen Juris Doctor an der Hofstra University-Maurice A. Deane School of Law auf Long Island erwarb. Er war das erste Mitglied seiner Familie, das ein College besuchte.

## Politische Einstellung
Während der Präsidentschaftswahlen 2020 in den Vereinigten Staaten spendete Merchan 15 Dollar an die Kampagne des Kandidaten der Demokratischen Partei, Joe Biden, 10 Dollar an das Progressive Turnout Project und 10 Dollar an Stop Republicans, eine Tochtergesellschaft der vorherigen Partei.

## Karriere als Staatsanwalt
1994 begann Merchan seine Karriere als stellvertretender Staatsanwalt im Büro des Bezirksstaatsanwalts von Manhattan (englisch New York County District Attorney). Dort arbeitete er sowohl in der Abteilung für Gerichtsverfahren (bis 1998) als auch in der Ermittlungsabteilung und verfolgte Finanzbetrugsfälle und andere Fälle (bis 1999). Von 1999 bis 2006 arbeitete er für das Büro des Generalstaatsanwalts des Bundesstaates New York (englisch Attorney General of New York), zunächst als stellvertretender Generalstaatsanwalt im Nassau County (1999–2001), dann als stellvertretender Generalstaatsanwalt Affirmative Litigation im Nassau und Suffolk County (2003–2006) und schließlich als Assistenz-Generalstaatsanwalt im Nassau County (2003–2006).

## Karriere als Richter
Merchan wurde 2006 zum Richter ernannt, als der Bürgermeister von New York City, Michael Bloomberg, ihn an das New York Family Court von New York City, im Stadtbezirk Bronx, berief. Er blieb in dieser Funktion bis 2009.
Die Oberste Verwaltungsrichterin (englisch Chief Administrative Judge) von New York Ann Pfau ernannte Merchan 2009 zum Richter auf Lebenszeit am New York Supreme Court im New York County für Strafsachen, wo er seitdem in dieser Position tätig ist und den Vorsitz bei diesen Prozessen führt.
Zuvor war Merchan auch gleichzeitig Richter am New York Court of Claims. Er wurde 2009 von Gouverneur David Paterson in diese Funktion berufen und war bis 2018 im Amt.

### Wichtige Fälle
Im Jahr 2011 führte Merchan den Vorsitz im Fall des Sergeants William Eiseman vom New York City Police Department, der zugab, illegale Durchsuchungen durchgeführt und dann vor Gericht über seine Handlungen gelogen zu haben. Eiseman bekannte sich des Meineids ersten Grades und des Amtsmissbrauchs schuldig und wurde von Merchan zu 24 Tagen Gefängnis verurteilt; Eiseman büßte außerdem seine Pension ein.
Im Jahr 2012 leitete Merchan das Strafverfahren gegen Anna Gristina, die angeklagt war, einen gehobenen Prostitutionsring in der Upper East Side betrieben zu haben. Gristina und ein Mitangeklagter waren im Februar 2012 nach Ermittlungen der Staatsanwaltschaft von Manhattan verhaftet worden. Merchan setzte eine Kaution in Höhe von 2 Millionen Dollar bzw. 1 Million Dollar in bar fest; da Gristina diesen Betrag nicht aufbringen konnte, wurde sie vier Monate lang im Gefängnis von Rikers Island festgehalten. Das Berufungsgericht des New York Supreme Court senkte die Kaution für Gristina auf einen Betrag in Höhe von 250.000 Dollar als Kaution oder 125.000 Dollar in bar, unter der Bedingung, dass sie ihren Reisepass abgibt und elektronisch überwacht wird. Die in einem Vorort lebende Angeklagte, die den Spitznamen „Soccer Mom Madam“ erhielt, bekannte sich schließlich der Förderung der Prostitution in einem Fall schuldig und Merchan verurteilte sie zu sechs Monaten Gefängnis, was auf die bereits verbüßte Zeit angerechnet wurde, da Gristina vier Monate in Rikers Island verbracht hatte, bevor sie auf Kaution freigelassen wurde.
Ende 2022 leitete Merchan den fünfwöchigen Strafprozess gegen die Trump Organization, die in 17 Fällen des Steuerbetrugs verurteilt wurde.
Er führte auch den Vorsitz im Strafverfahren gegen Donald Trumps ehemaligen Chief Financial Officer Allen Weisselberg, der sich wegen seiner Rolle in einem 15 Jahre andauernden Steuerbetrugsprojekt schuldig bekannte. Weisselberg gab zu, Steuern hinterzogen zu haben, indem er 1,7 Millionen Dollar an inoffiziellen Vergütungen annahm und verpflichtete sich zu einem Geständnis, in dem er gegen die Trump Organization aussagte und zur Verurteilung des Unternehmens beitrug.
Merchan verurteilte Weisselberg zu einer fünfmonatigen Haftstrafe in Rikers Island und sagte, dass er ohne die Vereinbarung eine wesentlich längere Strafe verhängt hätte.
Merchan ist auch der Richter, der den Vorsitz im Strafverfahren gegen Steve Bannon, einen ehemaligen Trump-Berater, führt, der im September 2022 wegen Betrugs und Geldwäsche im Zusammenhang mit der Spendensammlung „We Build the Wall“ angeklagt wurde. Der Prozess ist für Mai 2024 angesetzt.
Am 4. April 2023 leitete Merchan die Anklageerhebung im Fall The People of the State of New York v. Donald J. Trump wegen 34 Straftaten, die am 30. März 2023 von einer Grand Jury verkündet wurde. Noch am selben Tag wurde die Akte geöffnet und Trump plädierte auf „nicht schuldig“.

## Persönliches
Merchan leitete die Hochzeit seiner Tochter Loren im Jahr 2022. Sie führt eine Agentur für digitales Marketing, die mit Kandidaten der Demokratischen Partei und gemeinnützigen Organisationen zusammenarbeitet.